# 勇者斗恶龙V 天空的新娘
《勇者斗恶龙V 天空的新娘》是由Chunsoft开发，艾尼克斯发行的电子角色扮演游戏，為勇者斗恶龙系列的第五部本传作品。于1992年9月27日首發在日本的超级任天堂平台，2004年由Artepiazza和Matrix于PlayStation 2平台開發首個重制版，并由史克威尔艾尼克斯在日本发行。後又有任天堂DS平台的再次重製版，在2008年7月17日於日本发行，2009年在北美和欧洲发行，这也是《勇者斗恶龙V》首度推出日文以外的語言版本。2019年在日本上映的電影《勇者鬥惡龍 你的故事》，則是以本作的劇情為原案製作的3DCG動畫。
《勇者斗恶龙V》讲述了主角从出生到结婚成家的數十年人生故事；游戏设计者堀井雄二曾说：“游戏的本质是感动，最好的感动就是再一次体验人生”。游戏引入了對战怪物可以加入玩家队伍的新功能，该功能在随后的勇者斗恶龙游戏亦有使用，而在《勇者斗恶龙怪兽系列》中则成为了玩家组建队伍的基本方式。而收集游戏中的全部要素——如奖励品或是类似成就，则成了往後电子游戏的共同趋势。《勇者斗恶龙V》是第一個為玩家角色加入怀孕元素的电子游戏，此概念在之后的游戏如《牧场物语》、《模拟市民2》和《神鬼寓言II》中都有体现。

## 系统
和之前的系列作品一样，《勇者斗恶龙V》使用了類似的角色扮演游戏机制，如通过获得战斗获得经验值升级，第一人称回合制战斗，以及装备武器和防具。相对于系列前作，本作引入了驯化怪兽加入玩家队伍的新功能，夥伴怪兽可以參與战斗并如同人类角色一样升级。怪兽有时只会在主角足够强大且遭主角打倒後后才会加入。在超级任天堂版中会有40种怪物可加入勇者的队伍，而在PlayStation 2重制版中则有71种。
与前作《勇者斗恶龙IV 被引导的人们》的章节式故事不同，本作劇情拥有更长的时间跨度。序幕是主人公诞生的场景，之后游戏以主人公幼年随父出海展開。主人公在故事的前段作为孩子与父亲一同冒险，中段成年，后段成为父亲与孩子一同冒险。游戏也就此分为三个部分，按照主人公人生的不同阶段，分为“幼年时代”（或“少年时代”）、“青年时代前段”与“青年时代后段”。幼年时代的地域，青年时代可以再度访问，但怪物会改变。随着主人公年龄的增长，村子的破败状况也会变化。幼年时代与青年时代前半段的行动范围是受限制的，游戏必须按照主線一路推进下去。中盘以后，会习得移动咒文“路拉”，可以访问包括幼年时代在内，曾经去过的地方。
如同DQ4和DQ6，游戏的马车系统允许勇者队伍的其他成员在探索世界时于马车中休息。在超级任天堂原版中，最多允许三个角色处于战斗隊伍中，而在DQ4和DQ6中则同时允许四名角色。在之后的PlayStation 2和任天堂DS版中，戰鬥隊伍人数也升到了4名。《勇者斗恶龙IV》中首次引入的战术系统在本作中再次出现，但游戏全程都允许玩家手動控制所有角色（在《勇者斗恶龙IV》中只有五章中的前四章允许）。此外系统还升级了人工智能指令，允许对不同角色下达不同的战术指令，而非前作中的全队使用同一指令。
在游戏通关之后，玩家可以进入隐藏迷宫。《勇者斗恶龙V》是系列中第一个加入隐藏迷宫的作品（其后《勇者斗恶龙III》和《勇者斗恶龙IV》的重制版也加入了隐藏迷宫）。

## 简介

### 剧情
《勇者斗恶龙V》的序幕是玩家命名後主角的出生。在简短的开场后，幼年的主角与父亲帕帕斯在結束一段旅行後返家去会见老朋友桑丘，并遇到了邻村的小女孩比安卡。之后两個孩子为救下被其他小孩欺负的小猫，承諾以消灭廢墟雷努尔城的鬼怪作為交換，進行了一場小小的冒險。在和比安卡分别后，妖精之村的妖精请主角帮忙取回被偷走的春风之笛。从妖精之村回来后，主角跟随父亲前往莱因哈特国，該國的国王请帕帕斯担任王子亨利的保镖。游戏第一段以爱恶作剧的亨利被绑架，帕帕斯为保护儿子和亨利王子放弃反抗，被魔族盖玛杀死而终。
之后主角和亨利被送往大神殿做了十年奴隶，因二人保护了一名士兵的妹妹，而在他的帮助下逃离了神殿。在解决了莱因哈特国的变故后，亨利重回了国家。主角旅行至西方的萨拉波那后，得知富翁鲁多曼在为女儿芙罗拉挑选丈夫，而条件是找到水之戒指和炎之戒指。若完成鲁多曼的要求，主角便可和芙罗拉结婚；此外玩家亦有选择比安卡或黛博拉（DS版新增）為妻子的選項。在婚礼完成后，主角来到了家乡古兰巴尼亚，并得知自己是該国的王子。在主角正式即位时，妻子也生出一对双胞胎。但之后妻子便被魔物擄走，在主角前往營救时，夫妻二人被盖玛变成了石像。
八年之后，主角的一對孩子找到了他并解除了石化。为收集传说中勇者的“天空装备”而环游世界的主角发现，自己的儿子就是帕帕斯苦寻多年的天空勇者。在之后的旅行中，主角令天空之城重新升起，并解除了龙神的封印。在主角回到当初被奴役建造的大神殿后，解除了妻子石化的状态。主角得知母亲玛莎獨自在暗之世界封印魔王，而他的妻子和孩子則一致同意不能让玛莎留在暗之世界。然而当主角在暗之世界找到母亲时，玛莎封印未能成功而被魔物杀死。最终主角一行击败了杀父仇人盖玛以及魔界之王米鲁多拉斯。在游戏的结尾，主角一行返回了祖國古兰巴尼亚。

### 设定
在勇者斗恶龙的首个三部曲中，I、II、III中都出现了地理相似的阿雷夫加德大陆；而IV、V、VI虽然地理差异很大，但也因每部都出现的天空之城而被称为天空三部曲。如同其他的勇者斗恶龙作品，本作也使用了中世纪的风格，没有出现汽车、电等现代元素，人物使用剑、杖或是魔法战斗，而非枪等现代武器。
在旅行中主角一行会访问很多具有不同风情的地点，如童话之村、冰之城堡、各种洞窟或是火山。主角最终都会来到天空三部曲中出现的天空之城。和系列其他一些作品一样，最终敌人位于主地图之外的暗之世界。

## 开发
如同其他勇者斗恶龙系列主作品，《勇者斗恶龙V》的剧本由堀井雄二编写，人物由知名于《七龙珠》的鸟山明设定，音乐由椙山浩一谱写。

### PlayStation 2重制版
史克威尔艾尼克斯于2004年3月25日发行了PlayStation 2的《勇者斗恶龙V》重制版，PS2版至今僅推出過日文版本，此重制版將初版遊戲的圖像完全由3D建模重新打造。在日本的首日销量为72.2万份。游戏由負責《勇者斗恶龙VII》圖像製作的Artepiazza擔任开发。游戏的3D图像类似于《勇者斗恶龙VII》，但進一步使用了PlayStation 2的額外机能。在PlayStation 2中主角和他的伙伴将会和更多的敌人进行战斗，但同时战斗队伍的角色限制也从3位升到了4位。超级任天堂版由于ROM的限制，玩家的队伍只能加入40个怪物，而PlayStation 2版本则无此限制。游戏的音乐由NHK交響樂團演奏。
PS2重制版的另一个新功能是名产品博物馆，玩家可以从世界各处收集具有当地风情的道具，交给一个叫德斯的角色，并可从他那里得到奖励。此外PS2重制版收錄了當時開發中的《勇者斗恶龙VIII》的预览影片。

### 任天堂DS重制版
史克威尔艾尼克斯于2007年8月宣布了在任天堂DS平台重制『天空三部曲』，即《勇者斗恶龙IV》、本作和《勇者斗恶龙VI》的消息。游戏由ArtePiazza开发。在2007年末《勇者斗恶龙IV》重制版发行后，本作重制版的画面隨即公开，游戏和《勇者斗恶龙IV》DS重制版使用了相同的引擎。相比PS2版的圖像完全3D化，NDS版的角色和怪物回到了以2D圖像製作。游戏于2008年7月17日在日本发行。
2008年4月23日，史克威尔艾尼克斯从美国专利及商标局处申请了美版商标“Hand of the Heavenly Bride”，後在任天堂發佈的第三方軟體名單中確認此商标即是指《勇者斗恶龙V》。在2008年5月20日，史克威尔艾尼克斯北美『天空三部曲』DS重制版网站开放，游戏确认在北美发售。几日後史克威尔艾尼克斯发布新闻稿称重制版将以“Dragon Quest: The Hand of the Heavenly Bride”之名在欧洲发行。游戏在北美和欧洲则分别于2009年2月27日和2月20日发售，这也是《勇者斗恶龙V》首度推出日文以外的語言版本。
和PlayStation 2版一样，DS重制版的队伍人数也从3人改为4人。此外主角又多了另一个候选新娘黛博拉。堀井雄二称这个角色“正常思维的人是不会去挑的！”以及“这是再继续折磨一下玩家的最好方式”。
本作為首次在任天堂DS軟件加入防範盜版程式，利用規避器（例：R4, SuperCard）遊玩複製版遊戲程式的話，起首時船隻永遠無法到達港口，不能開始遊戲。此後其他公司開發的任天堂DS遊戲也會採用此做法。

## 相关作品

### 音乐
椙山浩一负责为所有的音乐谱曲，并指导相關衍生作品。《勇者斗恶龙V》的交响乐专辑《勇者斗恶龙V 天空的新娘 交响组曲》于1992年发售，并于2000年小改版後再度发售。初版另有一片附加的光碟，收录了游戏中的原始配乐。
| 勇者斗恶龙V 天空的新娘 交响组曲（Disc 1） | 勇者斗恶龙V 天空的新娘 交响组曲（Disc 1） | 勇者斗恶龙V 天空的新娘 交响组曲（Disc 1） |
| 曲序                                      | 曲目                                      | 时长                                      |
| ----------------------------------------- | ----------------------------------------- | ----------------------------------------- |
| 1.                                        |                                           | 1:59                                      |
| 2.                                        |                                           | 2:22                                      |
| 3.                                        |                                           | 7:50                                      |
| 4.                                        |                                           | 7:40                                      |
| 5.                                        |                                           | 3:00                                      |
| 6.                                        |                                           | 6:21                                      |
| 7.                                        |                                           | 5:44                                      |
| 8.                                        |                                           | 5:54                                      |
| 9.                                        |                                           | 4:52                                      |
| 10.                                       |                                           | 2:57                                      |
| 11.                                       |                                           | 3:39                                      |
| 总时长：                                  | 总时长：                                  | 52:50                                     |

| 勇者斗恶龙V 天空的新娘 交响组曲（Disc 2） | 勇者斗恶龙V 天空的新娘 交响组曲（Disc 2） | 勇者斗恶龙V 天空的新娘 交响组曲（Disc 2） |
| 曲序                                      | 曲目                                      | 时长                                      |
| ----------------------------------------- | ----------------------------------------- | ----------------------------------------- |
| 1.                                        |                                           | 43:07                                     |
| 总时长：                                  | 总时长：                                  | 43:07                                     |

### 漫画
《勇者斗恶龙 天空物语》（ドラゴンクエスト 天空物語）是幸宫チノ以《勇者斗恶龙V》情节为基础所作的11卷漫画连载，漫画始载于1997年，后于2001年继续连载。漫画讲述了主角的儿子索拉、泰恩及家臣桑丘寻找主角解除石化的故事。漫画填补了《勇者斗恶龙V》第二段至第三段间10年的情节空白。

### 電影
2019年8月2日在日本上映了《勇者鬥惡龍系列》的首部3DCG動畫電影《勇者鬥惡龍 你的故事》，是以本作的故事為原案，原作及監修為堀井雄二，音樂為椙山浩一等系列老班底，但角色的人設並未採用遊戲版的鳥山明風格。

## 评价
和系列其他作品一样，《勇者斗恶龙V》在日本非常畅销。超级任天堂版在日本售出了280万份，PlayStation 2重制版售出了164万份。在2006年日本游戏杂志《Fami通》举办的读者百佳游戏票选中，原版游戏排到了第11位，PS2重制版排到了第40位。将游戏故事被分成不同的时间段一直受到赞扬，當時只有为数不多的电子游戏会使用此手法。游戏的处理成长主题的方式也受到稱道，Gamasutra评价“从没游戏能像《勇者斗恶龙V》一样将其做到如此壯麗”。游戏也被认为是堀井雄二在系列中最喜欢的作品。
2008年发售的任天堂DS重制版是該年日本第七畅销的游戏，在日本賣出了117萬份，後在2009年達到全球累計135万份的銷量。有評論认为游戏是DS上最好的RPG之一，也是“该平台上情节最佳的游戏之一”。虽然有批评认为游戏的界面过于陈旧和简单，但亦有评论认为游戏感人的情节盖过了其缺陷，评论还称“这是最伟大的传统RPG之一”。

## 外部連結
- （日語）勇者斗恶龙V 天空的新娘SFC版介绍 （页面存档备份，存于）
- （日語）NDS版勇者斗恶龙天空系列（页面存档备份，存于）